# ایکسا
ایکسا (به لاتین: Iksa) یک منطقهٔ مسکونی در روسیه است که در استان آرخانگلسک واقع شده‌است.